# Шкадрети
Шкадрети — село в Україні, у Сенчанській сільській громаді Миргородського району Полтавської області. Населення становить 162 осіб. До 2020 року орган місцевого самоврядування — Вирішальненська сільська рада.

## Географія
Село Шкадрети знаходиться за 4 км від правого берега річки Сула, на відстані до 2-х км розташовані села Вирішальне, Потоцьківщина, Саранчине та Рудка. По селу протікає пересихаючий струмок з загатою.

## Населення

### Мова
Розподіл населення за рідною мовою за даними перепису 2001 року:
| Мова            | Кількість | Відсоток |
| --------------- | --------- | -------- |
| українська      | 138       | 85.19%   |
| російська       | 21        | 12.95%   |
| вірменська      | 1         | 0.62%    |
| румунська       | 1         | 0.62%    |
| інші/не вказали | 1         | 0.62%    |
| Усього          | 162       | 100%     |

1. ↑  Рідні мови в об'єднаних територіальних громадах України — Український центр суспільних даних